# Hedychium coccineum
Hedychium coccineum är en enhjärtbladig växtart som beskrevs av Buch.-ham. och James Edward Smith. Hedychium coccineum ingår i släktet Hedychium och familjen Zingiberaceae. Inga underarter finns listade i Catalogue of Life.

## Bildgalleri

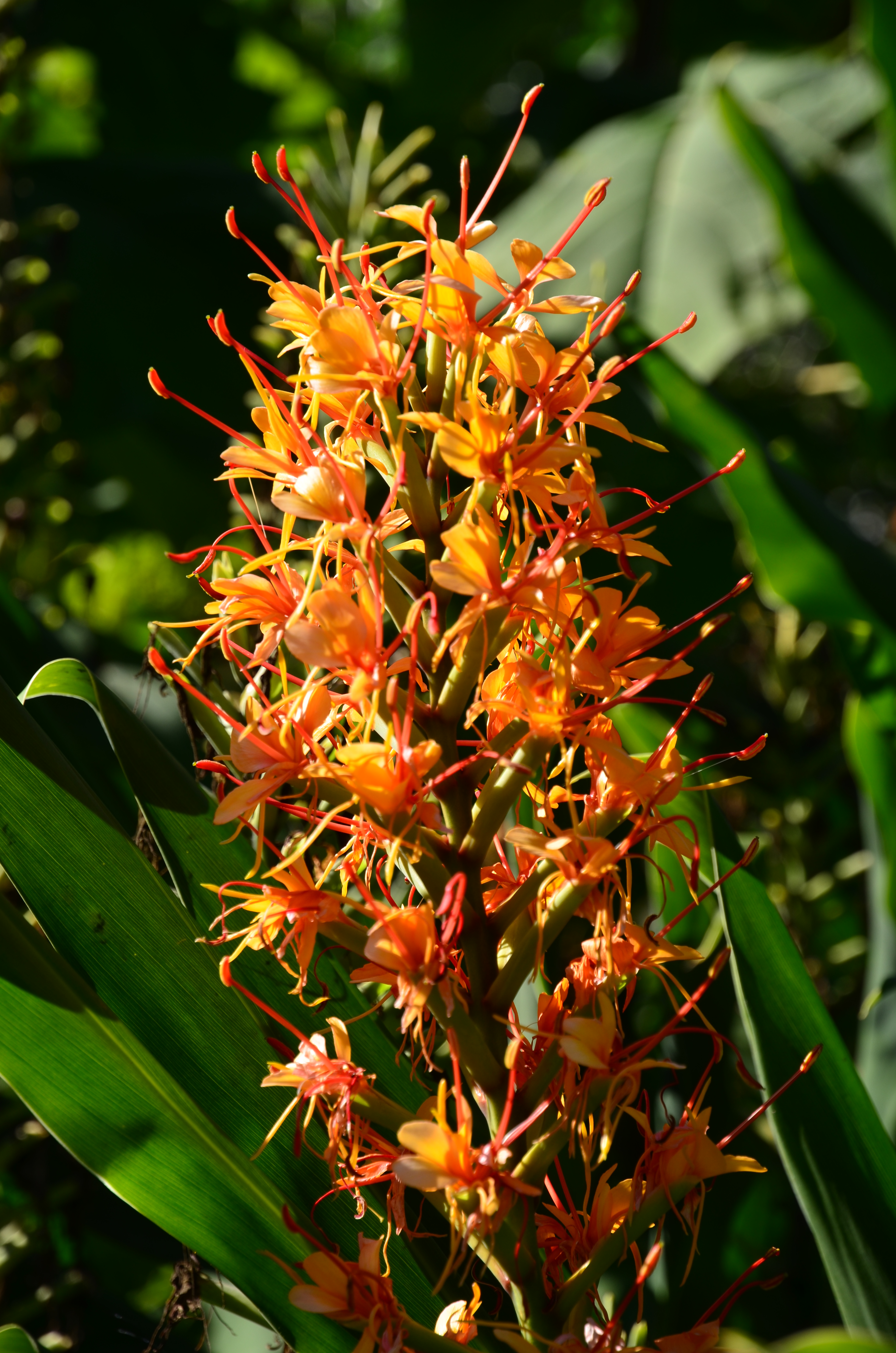
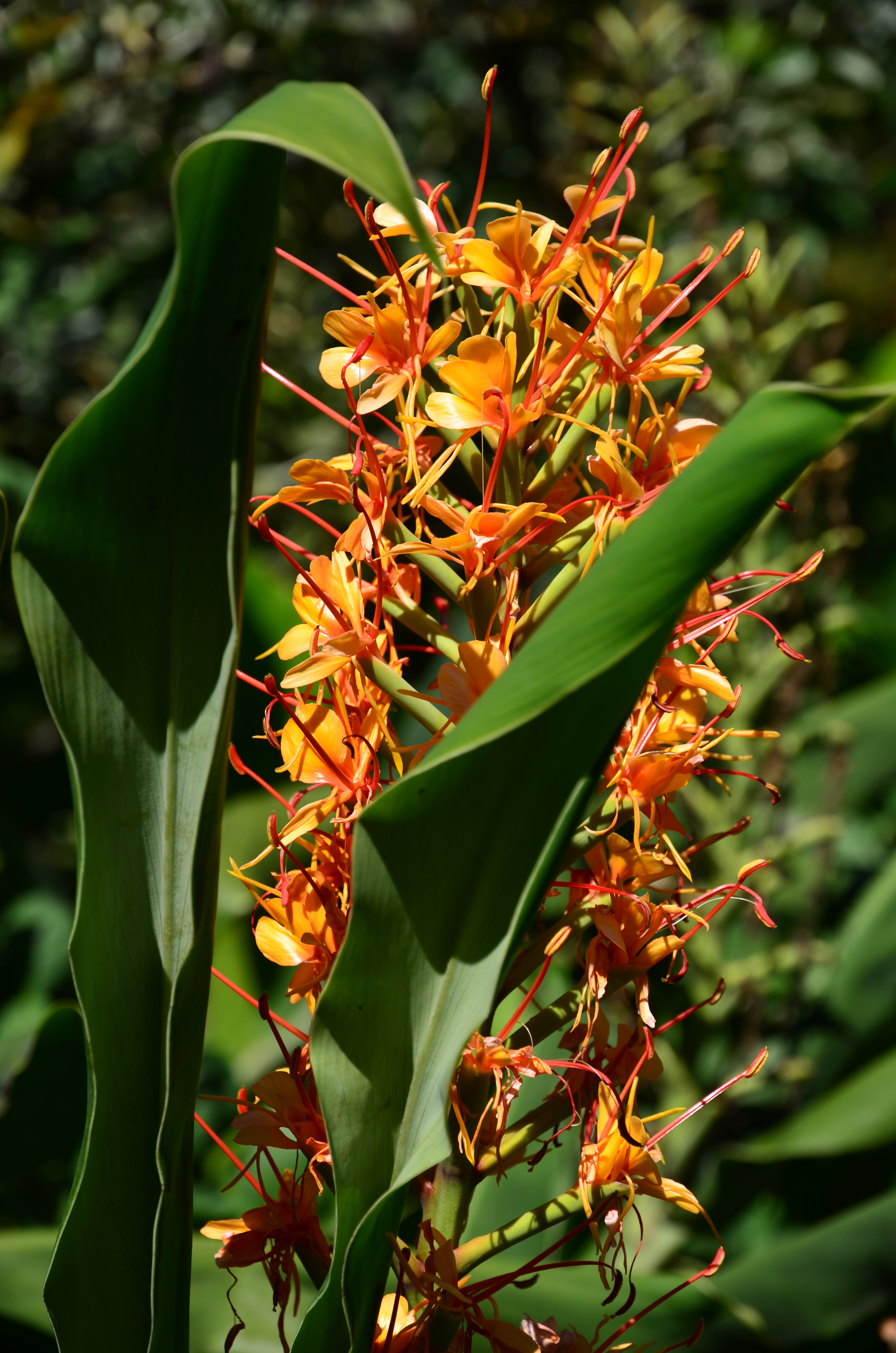
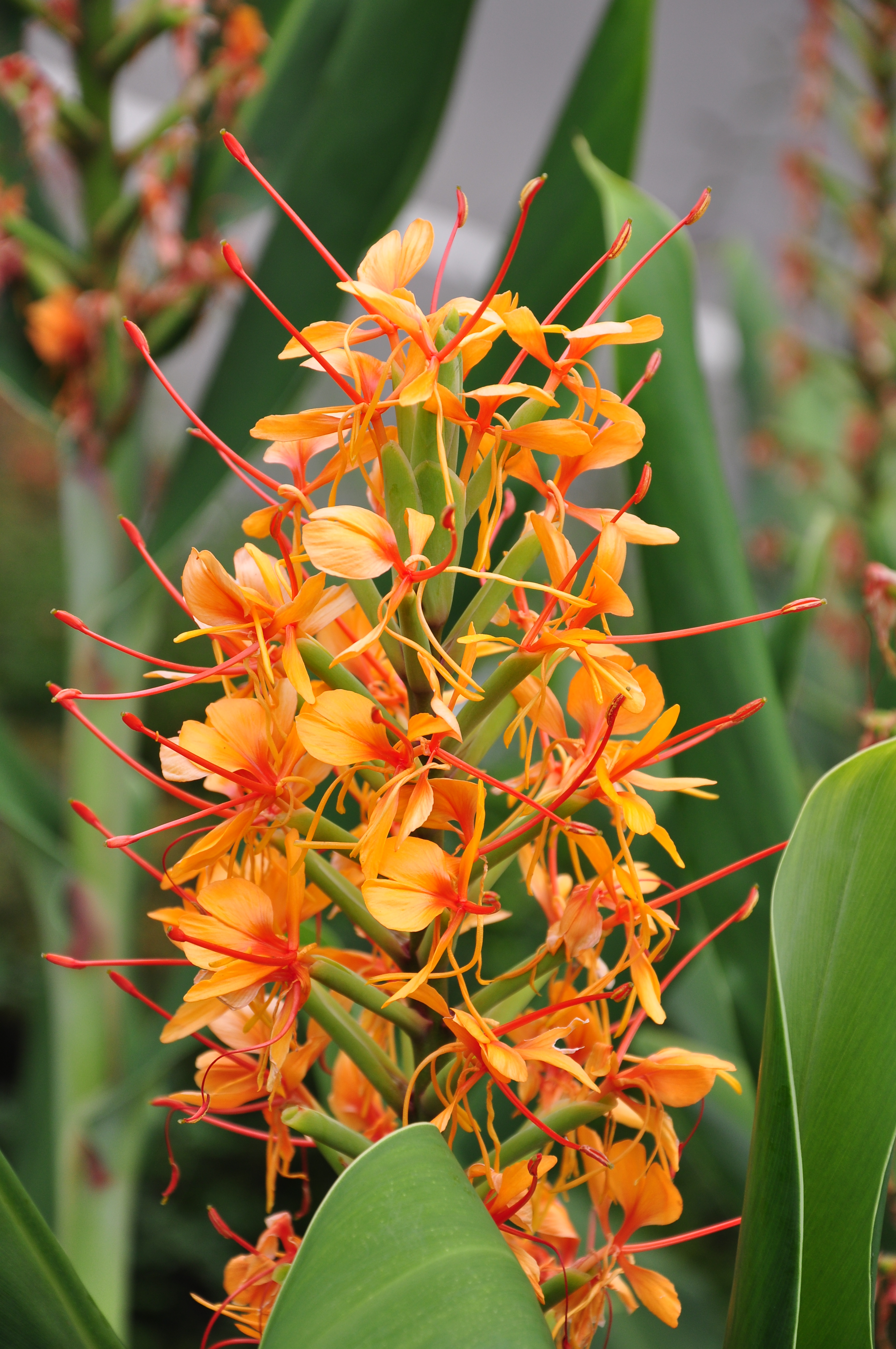
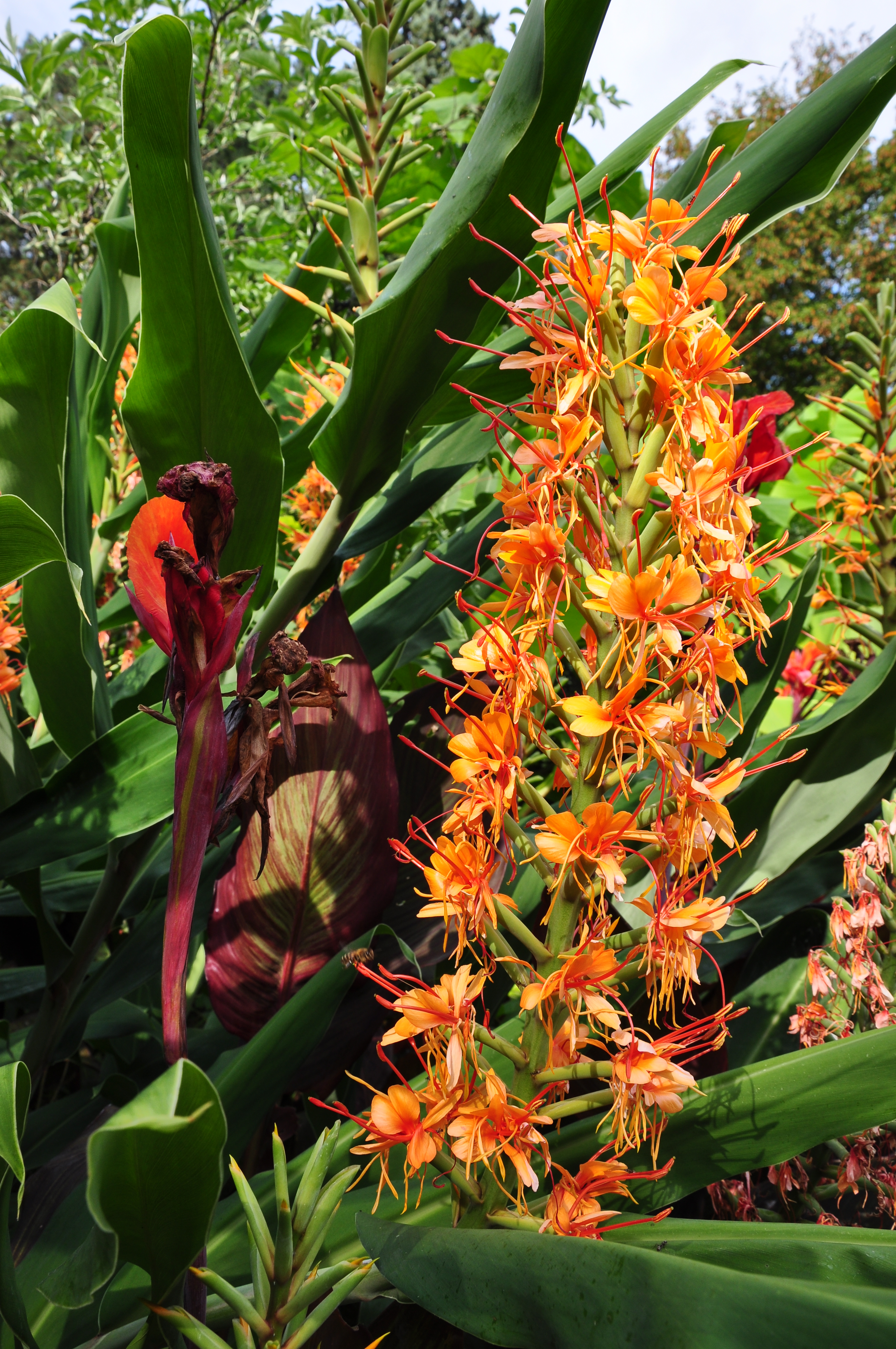
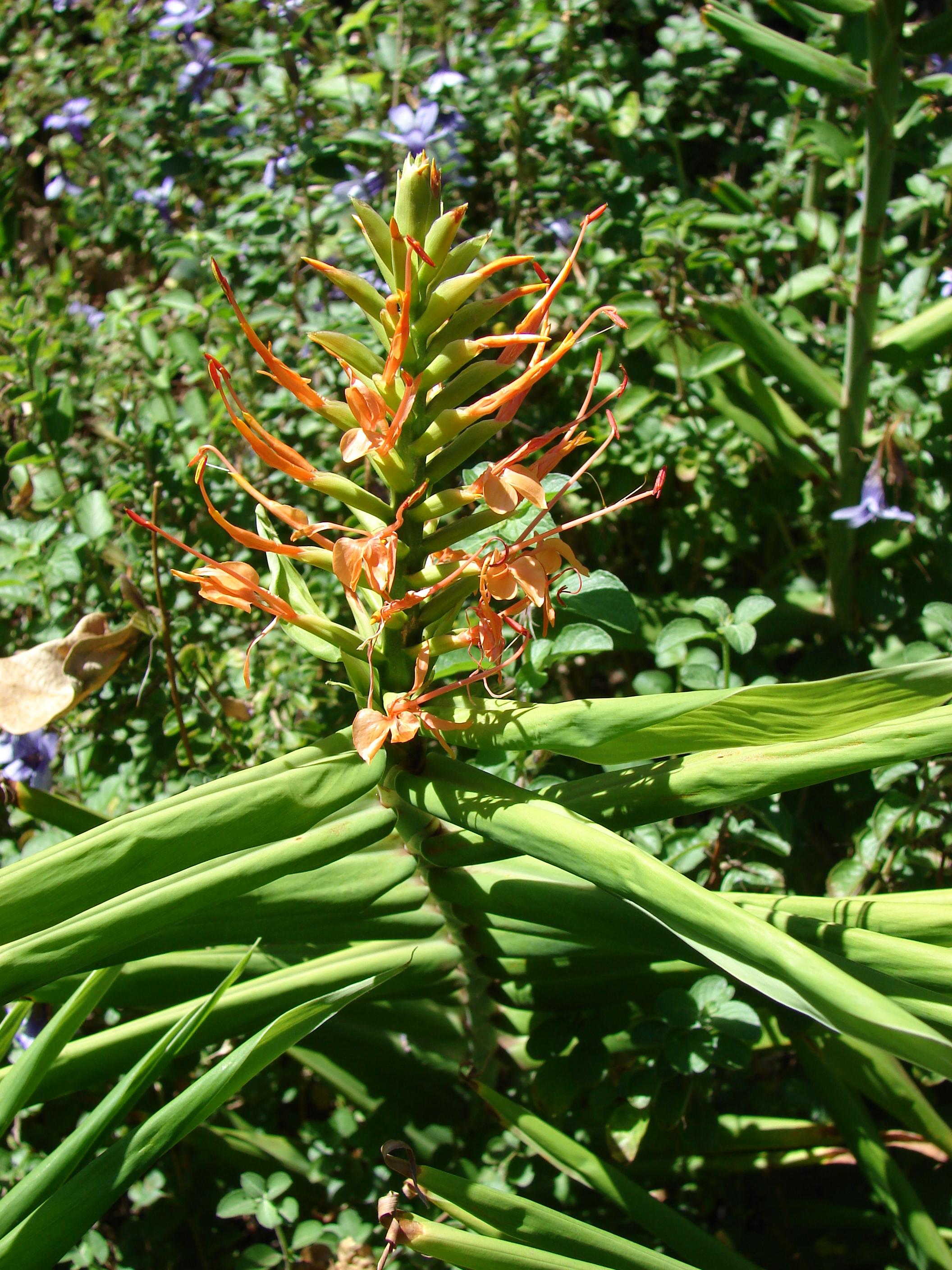